# Homopus areolatus
Homopus areolatus là một loài rùa trong họ Testudinidae. Loài này được Thunberg mô tả khoa học đầu tiên năm 1787.

## Hình ảnh

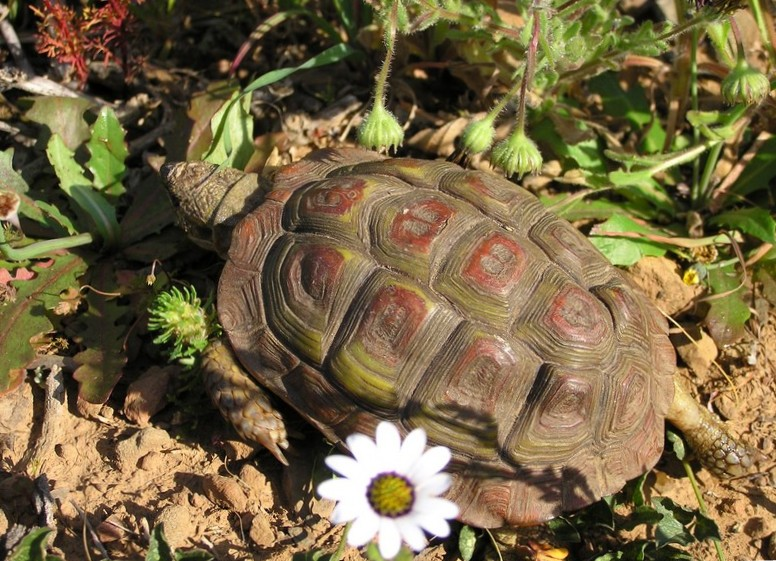
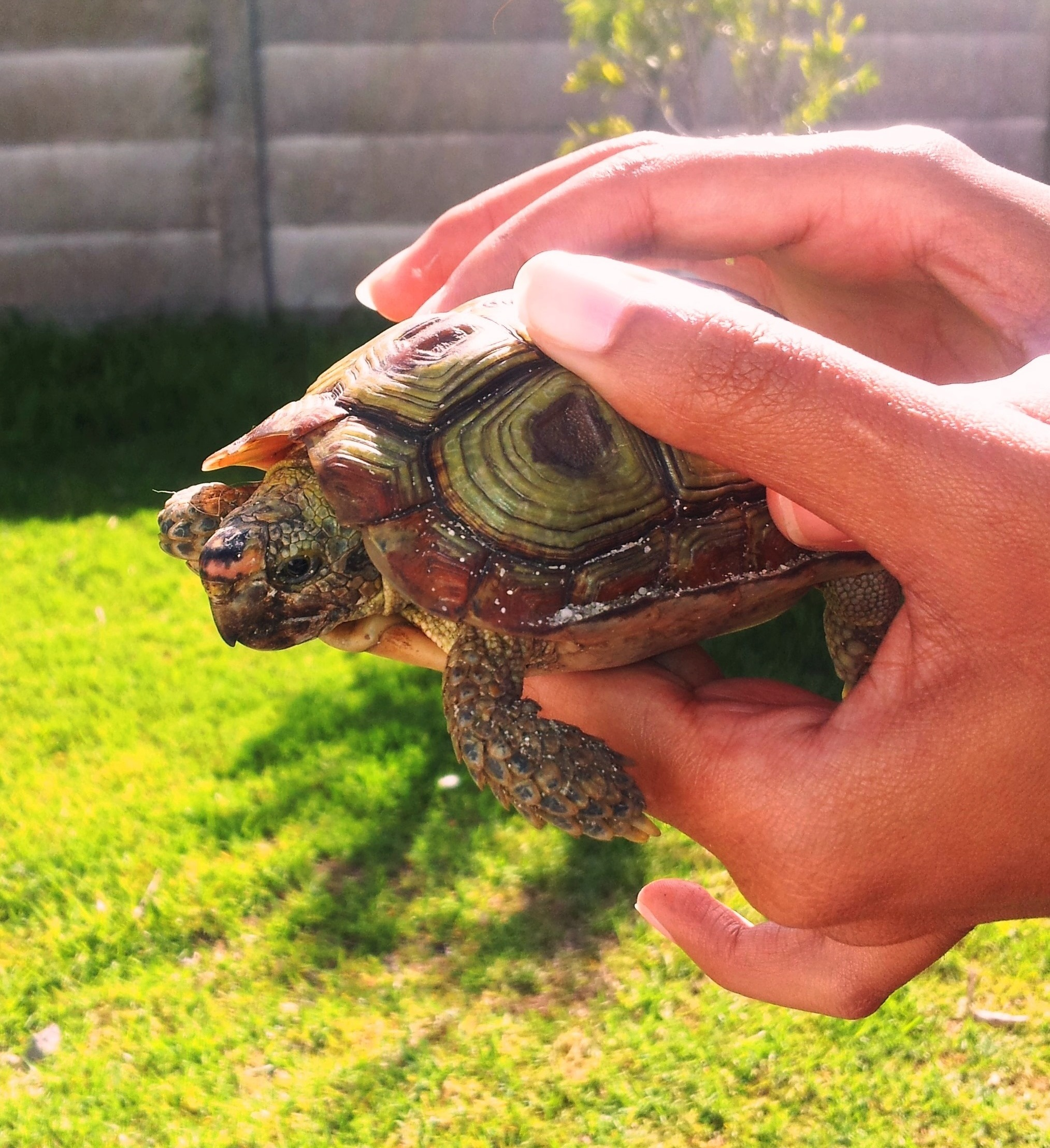
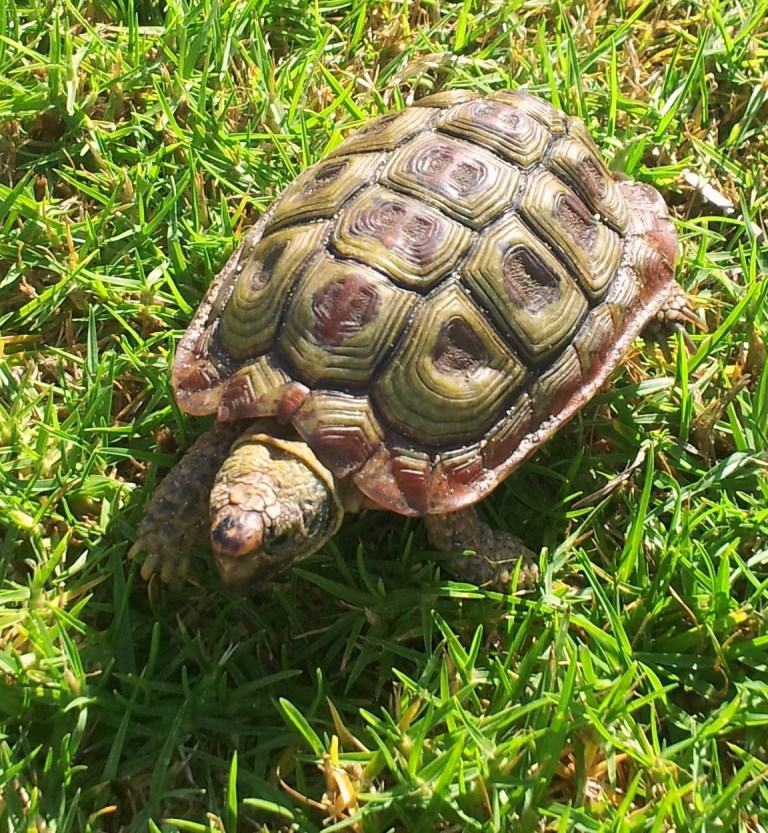
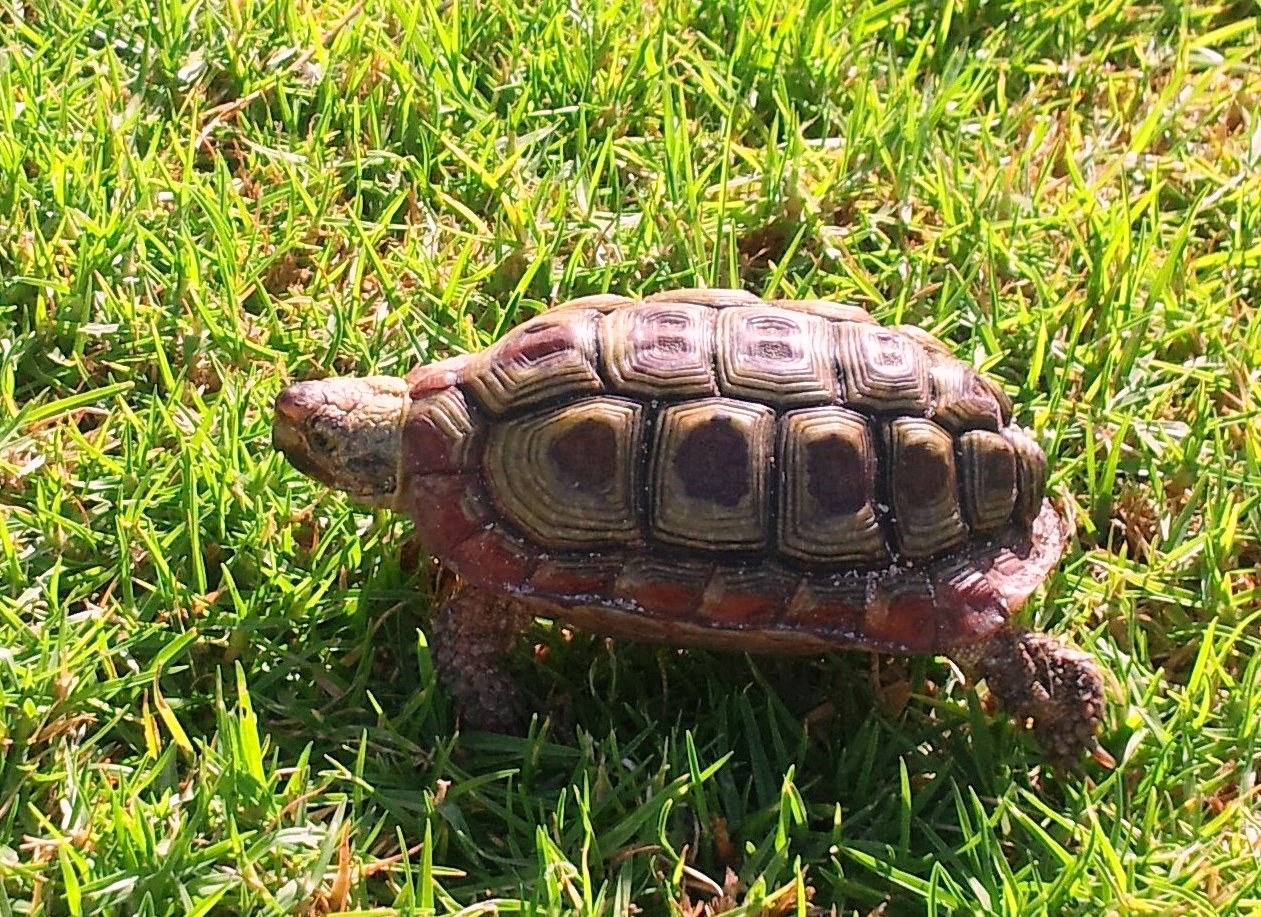